# Acopauropus consobrinus
Acopauropus consobrinus är en mångfotingart som först beskrevs av Paul Auguste Remy 1937.  Acopauropus consobrinus ingår i släktet Acopauropus och familjen Eurypauropodidae. Inga underarter finns listade i Catalogue of Life.